# 243637 Frosinone
243637 Frosinone este o planetă minoră (asteroid), cu un diametru de 1,508 km, din centura de asteroizi. A fost descoperită pe 8 octombrie 1999 la Ceccano de Gianluca Masi⁠(d). 
Obiectul prezintă o orbită caracterizată de o semiaxă mare de 2,3787411693189 UAi, o excentricitate de 0,11, o înclinație de 6,8 ° în raport cu ecliptica.